# Festival internazionale di Marsiglia 2002
La 13ª edizione del Festival internazionale di Marsiglia (13ème festival international du documentaire de Marseille) si è svolta dal 2 al 7 luglio 2002.

## Selezione ufficiale

### Concorso
I film che hanno avuto accesso sono stati i seguenti:
- Fish, Underground (or A Conversation with God), regia di Tsai Ming-liang (Corea)
- Su tutti i mari del mondo (Auf allen Meeren), regia di Johannes Holzhausen (Svizzera/Germania/Austria)
- Black Box BRD, regia di Andres Veiel (Germania)
- Bonanza, regia di Ulises Rosell (Argentina)
- Frammenti elettrici n° 1 - Rom, regia di Yervant Gianikian e Angela Ricci Lucchi (Italia)
- Conversazione nella nebbia (Goftego dar meh), regia di Mohammad-Reza Moghaddasian (Iran)
- Histoire de ma vie racontée par mes photographies, regia di Boris Lehman (Belgio/Francia)
- Im toten Winkel - Hitlers Sekretärin, regia di André Heller e Othmar Schmiderer (Austria)
- Gong gong chang suo, regia di Jia Zhangke (Corea)
- It's a Sony, regia di Saman Salur (Iran)
- Guerra e pace (Jang Aur Aman), regia di Anand Patwardhan (India)
- Jin Nian Doug Tian, regia di Zhong Hua (Cina)
- Latina/Littoria, regia di Gianfranco Pannone (Italia/Francia)
- Lever de drapeau papou filmé par un otage, regia di Philippe Simon e Van den Eyden Johan (Belgio)
- Le prêt, la poule et l'œuf, regia di Claude Mouriéras (Francia)

## Giurie
Le seguenti persone hanno fatto parte delle giurie del Festival:

### Giuria internazionale
- Jeanne Balibar (presidente della commissione)
- Pedro Costa
- Catherine David
- Khalil Joreige
- Ziva Postec

### Giuria della competizione francese
- Françoise Lebrun
- Marie-France Collard
- Danièle Hibon
- Amir Labaki
- Claude Labrue

## Palmarès

### Concorso
Le giurie della selezione ufficiale hanno premiato i seguenti film:
- Gran Premio Internazionale: Gong gong chang suo, regia di Jia Zhangke
- Premio internazionale "Georges de Beauregard": Frammenti elettrici n° 1 - Rom, regia di Yervant Gianikian e Angela Ricci Lucchi
- Premio "Premier": Jin Nian Doug Tian, regia di Zhong Hua
- Premio Marseille Espérance: Le prêt, la poule et l'œuf, regia di Claude Mouriéras